# Regionalarmee Nordchina
Die Regionalarmee Nordchina (jap. 北支那方面軍, Kita Shina hōmengun) war von 1937 bis 1945 eine der Regionalarmeen des Kaiserlich Japanischen Heeres.

## Geschichte
Die Regionalarmee Nordchina wurde am 21. August 1937 unter dem Kommando von General Terauchi Hisaichi in Peking aufgestellt. 
Sie wurde am 23. September 1939 der neu gebildeten China-Expeditionsarmee einverleibt, einer der Hauptarmeen des Kaiserlich Japanischen Heeres. Sie bestand 1939 aus der 1. und 12. Armee, der Garnisonsarmee Mongolei sowie mehreren Selbstständigen Gemischten Brigaden.
Die Regionalarmee Nordchina wurde am 15. August 1945 in Peking aufgelöst.

## Oberbefehlshaber
|    | Name                             | Von                | Bis                |
| -- | -------------------------------- | ------------------ | ------------------ |
| 1. | General Terauchi Hisaichi        | 26. August 1937    | 9. Dezember 1938   |
| 2. | General Sugiyama Hajime          | 9. Dezember 1938   | 12. September 1939 |
| 3. | Generalleutnant Tada Hayao       | 12. September 1939 | 7. Juli 1941       |
| 4. | General Okamura Yasuji           | 7. Juli 1941       | 25. August 1944    |
| 5. | General Okabe Naozaburō          | 25. August 1944    | 22. November 1944  |
| 6. | Generalleutnant Shimomura Sadamu | 22. November 1944  | 15. August 1945    |

## Untergeordnete Einheiten

### 1938
Der Regionalarmee Nordchina waren bei der Gründung folgende Einheiten unterstellt:
1. Armee
- 6. Division
- 14. Division
- 20. Division
- 1. schwere Artillerie-Brigade

2. Armee
- 5. Division
- 10. Division
- 16. Division
- 108. Division
- 109. Division

### 1939
Der Regionalarmee Nordchina waren folgende Einheiten unterstellt (Stand September 1939):
- 1. Armee
  - 20. Division
  - 36. Division
  - 37. Division
  - 108. Division
  - 109. Division
  - 3. Selbständige Gemischte Brigade
  - 4. Selbstständige Gemischte Brigade
  - 9. Selbstständige Gemischte Brigade

- Garnisonsarmee Mongolei
  - 26. Division
  - Kavallerie-Gruppe
    - 1. Kavallerie-Brigade
    - 2. Kavallerie-Brigade
    - 3. Kavallerie-Brigade

  - 2. Selbstständige Gemischte Brigade

- 12. Armee
  - 21. Division
  - 32. Division
  - 5. Selbstständige Gemischte Brigade
  - 6. Selbstständige Gemischte Brigade
  - 10. Selbstständige Gemischte Brigade
- Direkt unterstellt:
  - 27. Division
  - 35. Division
  - 114. Division (ab 1940)

### 1941
Im Dezember 1941 unterstanden der Regionalarmee Nordchina folgende Einheiten:
- 1. Armee
  - 36. Division
  - 37. Division
  - 41. Division
  - 3. Selbständige Gemischte Brigade[4]
  - 4. Selbständige Gemischte Brigade[4]
  - 9. Selbständige Gemischte Brigade[4]
  - 16. Selbständige Gemischte Brigade[4]
  - kleinere Einheiten

- 12. Armee
  - 17. Division
  - 32. Division
  - 5. Selbständige Gemischte Brigade[4]
  - 6. Selbständige Gemischte Brigade[4]

- Garnisonsarmee Mongolei
  - 26. Division
  - Mongolische Kavallerie-Gruppe[4]
  - 2. Selbständige Gemischte Brigade[4]

- Reserve
  - 27. Division
  - 35. Division
  - 110. Division
  - 1. Selbständige Gemischte Brigade[4]
  - 7. Selbständige Gemischte Brigade[4]
  - 8. Selbständige Gemischte Brigade[4]
  - 8. Panzer-Regiment[2]
  - 15. Panzer-Regiment[4]

### 1945
Im April 1945 unterstanden der Regionalarmee Nordchina folgende Einheiten :
- Direkt der Regionalarmee Nordchina unterstellt:
  - 63. Division
  - 1. Selbständige Gemischte Brigade
  - 8. Selbständige Gemischte Brigade
  - 2. Selbständige Infanterie-Brigade
  - Weitere kleinere Einheiten

- 1. Armee
  - 69. Division
  - 114. Division
  - 3. Selbständige Gemischte Brigade
  - 10. Selbständige Infanterie-Brigade
  - 14. Selbständige Infanterie-Brigade
  - Weitere kleinere Einheiten

- 12. Armee
  - 110. Division
  - 115. Division
  - 117. Division
  - 3. Panzer-Division
  - 4. Kavallerie-Brigade
  - 9. Selbständige Gemischte Brigade
  - 1. Selbständige Infanterie-Brigade
  - Weitere kleinere Einheiten

- 43. Armee
  - 59. Division
  - 5. Selbständige Gemischte Brigade
  - 9. Selbständige Gemischte Brigade
  - 1. Selbständige Infanterie-Brigade
  - 9. Selbständige Infanterie-Brigade
  - 11. Selbständige Infanterie-Brigade
  - Weitere kleinere Einheiten

- Garnisonsarmee Mongolei
  - 118. Division
  - 2. Selbständige Gemischte Brigade
  - Weitere kleinere Einheiten